# Windsor Park
Windsor Park es un estadio de fútbol situado en Belfast (Irlanda del Norte) Reino Unido. Es el habitual campo del club Linfield FC y la Selección de fútbol de Irlanda del Norte. El estadio fue inaugurado en 1905 con un partido entre el Linfield FC y Glentoran FC, sin embargo, la mayoría del estadio fue diseñado y construido en 1930 sobre un diseño del arquitecto escocés Archibald Leitch (que también trabajó en las etapas de los estadios Celtic Park, Ibrox Park y el Hampden Park).

## Historia
Fue un foro principal base, una amplia apertura de la tierra detrás de la meta del oeste llamado Spion Kop; al norte una larga cubierta de pie, detrás y al este otro foro. En esta configuración, la capacidad máxima de Windsor Park fue 60 000 plazas. En los años 1980, que abarca la tribuna frente a la plataforma principal, fue dañada por un incendio. Fue entonces destruida y sustituida por una estructura moderna equipada con 6800 asientos y un techo cubierto con una puerta a false. A fines del decenio de 1990, llena de tierra-Kop fue demolido y sustituido por un foro de 5000 lugares, los Kop Strand.

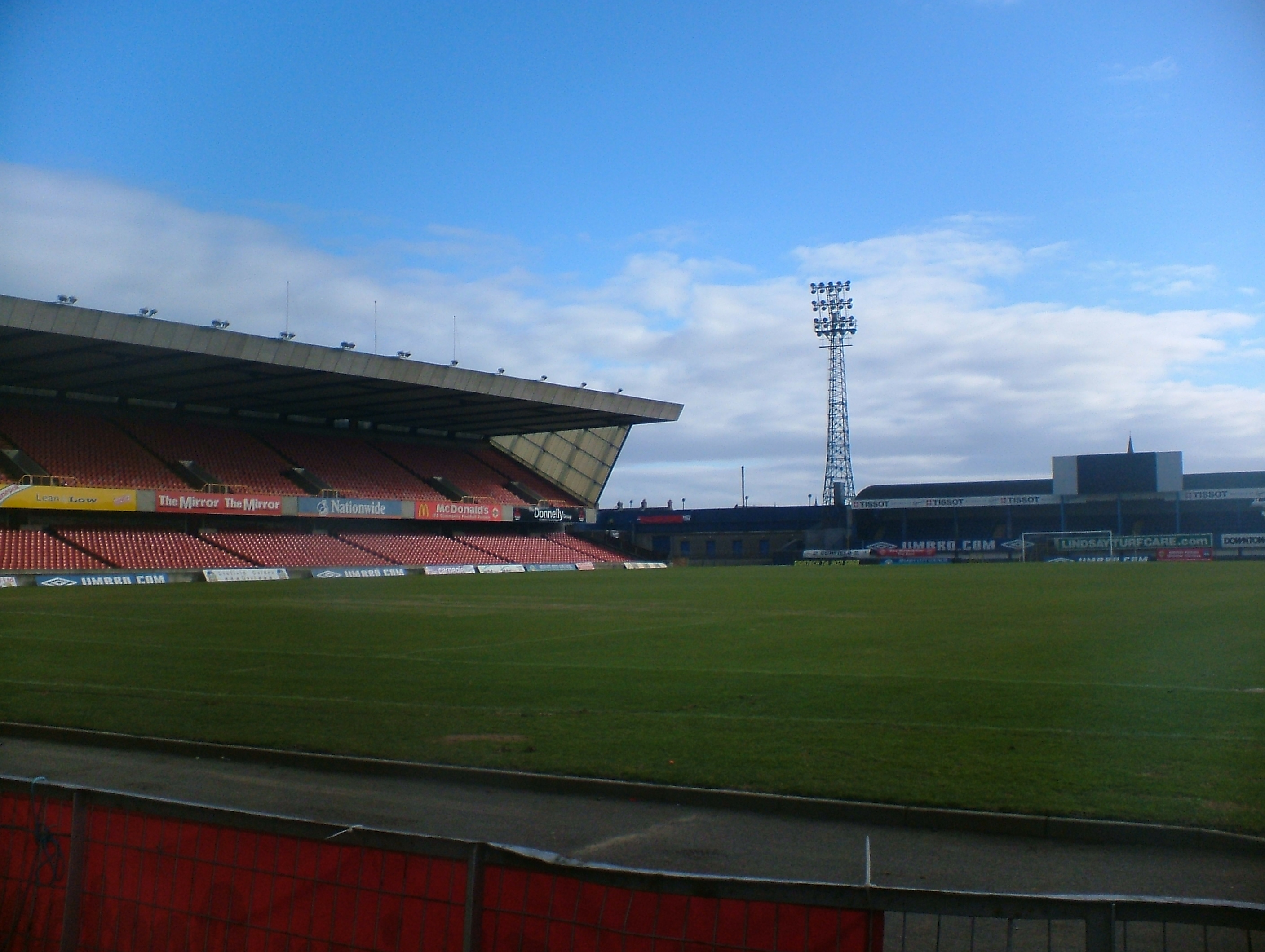
Imagen del antiguo Windsor Park.

La capacidad actual del estadio asciende a 20 332 literas incluidos 14 000 sentados. Todas las galerías no están habitualmente abiertos a todos los partidos.
Para los partidos del Linfield FC solo el principal foro y Kop están abiertas. El foro norte es el más habitual para dar cabida a los aficionados cuando se oponen a una gran multitud, se espera por la llegada de los principales rivales del club, Glentoran FC. Para los partidos del equipo nacional que alberga el estadio la mayoría de las tribunas están repletas.
En 2007, tras una serie de inspecciones para verificar ciertos criterios de seguridad y confort y, por tanto, determinar si el estadio pueda albergar partidos internacionales y de haber tenido que limitar el número de plazas por el cierre de la tribuna de la Línea de ferrocarril, la Federación de fútbol de Irlanda del Norte comenzó a pensar en abandonar el estadio. Los planes para construir un nuevo estadio en otros lugares de Belfast o Lisburn por el fútbol gaélico y el deporte han hecho su aparición.
En octubre de 2007 tras el informe sobre las condiciones de seguridad dentro del estadio, se propuso cerrar la tribuna de la Línea Sur para partidos internacionales. Esta propuesta equivale a obligar a Irlanda del Norte a construir un nuevo estadio o para desempeñar sus partidos internacionales "en casa" en Inglaterra o Escocia.
Fue sede de la Final de la Supercopa de Europa 2021 entre el Chelsea de Inglaterra (campeón de la UEFA Champions League) y el Villareal de España (campeón de la UEFA Europa League), enfrentamiento que determinó como ganador al conjunto londinense por marcador de 6-5 en la serie de penales, después de culminar el tiempo regular y los tiempos extra con un empate a un gol, consiguiendo así su segundo título de Supercopa.

## Partidos Eurocopa 1964
| 30 de octubre de 1963             | Irlanda del Norte | 0:1 (0:0) | España    | Windsor Park, Belfast                                                          |                                                                                |
|                                   |                   |           | Gento 66' | Asistencia: 45.809 espectadores Árbitro(s): Andries Van Leeuwen (Países Bajos) | Asistencia: 45.809 espectadores Árbitro(s): Andries Van Leeuwen (Países Bajos) |
| España ganó por 2-1 en el global. |                   |           |           |                                                                                |                                                                                |